# Veissella durbani
Veissella durbani là một loài nhện trong họ Salticidae.
Loài này thuộc chi Veissella. Veissella durbani được Elizabeth Maria Gifford Peckham & George William Peckham miêu tả năm 1903.